# Halo (franšiza)
Halo je znanstvenofantastična franšiza podjetja Microsoft, katerega jedro predstavlja serija šestih strelskih videoiger, Halo: Combat Evolved, Halo 2, Halo 3, Halo 3: ODST, Halo: Reach in Halo 4, Halo Wars, Halo: Spartan Assault in še dve igri, ki še nista bili izdani.        Halo: Spartan Strike in Halo 5: Guardians izdanih za sisteme Xbox in deloma za osebne računalnike. Franšiza obsega tudi stripe, romane in druge razširitve.

## Uspeh
Halo je smatrana kot ena največjih serij prvoosebnih strelskih iger vseh časov. Halo 3 je v prvih 24 urah izida prinesel 170 milijonov ameriških dolarjev dobička. Velik zaslužek serije je vodil do drugih razširitev; franšiza vključuje pet romanov in dve seriji stripov. Nagrajeno glasbo serije je napisal Martin O'Donnell.

## Halo: Combat Evolved
Glej Halo: Combat Evolved.
Halo: Combat Evolved je prva igra iz serije. Izdana je leta 2001 in govori o bitki za Inštalacijo 04 v letu 2552.

## Halo 2
Halo 2 se dogaja po Halo: CE. Bila je izdala leta 2004. Zanimivost igre je, da polovico igre igraš kot Master Chief, drugo polovico pa kot Arbiter (nekdanji prpadnik Zaveze). Bitka se dogaja na Inštalaciji 05 in na Zemlji, ki se prav tako dogaja isto leto in se zavzema tudi čez začetek leta 2553.

## Halo 3
Halo 3 se dogaja po Halo 2. Bila je izdana leta 2007. Bitka se dogaja na Zemlji in na Inštalaciji 04B leta 2553.

## Halo 3: ODST
Halo 3: ODST se dogaja med dogodki Halo 2. Bila je idana leta 2009. Dogaja se v mestu na Zemlji imenovanem New Mombasa. Tam se menjavaš med različnimi osebami, ki pripadajo isti enoti posebnih marincev imenovani ODST.

## Halo Wars
Halo Wars se dogaja leta 2531 in je edina RPG Halo igra, ki je bila do sedaj izdana. Zgodba se dogaja na 2 planetih: Harvest in Arcadia. Izdana je bila leta 2009

## Halo: Reach
Halo: Reach je bila izdana leta 2010. Dogaja se samo nekaj dni pred Halo: CE, a tu ne igraš kot Master Chief, a kot pripadnik špartanske (III) enote Noble. Znan je samo po imenu Noble 6. Ta igra je do sedaj edina, kjer si v misijah lahko spremeniš svoj videz (oklep).

## Halo 4
Igra je bila izdana leta 2012. Dogaja se po Halo 3 a štiri leta kasneje (2557). Master Chief je sam s Cortano na uničeni ladji Forward Unto Dawn, zraven pa je neznani planet predhodnikov Requiem. Tam se spopadaš z Prometijanci (Starodavno ljudstvo človeštva, ki so jih uničili predhodniki) in s predhodnikom Ur-Didact. 
Spartan-Ops so dodatne misije v katerih ne igraš kot Macster Chief.

## Halo: Spartan Assault
Spartan Assault je bila izdana leta 2013 za Windows 8, 8.1 in kasneje tudi za Xbox. Tam se menjavaš med dvema Špartanoma IV: Sarah Palmer in Edward Davis.

## Halo: The Master Chief Collection
Halo: The MCC je igra, ki vključuje igre Halo: CE, 2, 3, 4 in bo tudi vsebovala Halo 3: ODST za tiste, ki so kupili igro 1. mesec po izdaji. Igra je imela tehnične težave po izdaji (6. 9. 2014) in so jo popravili šele 13. marca. Igra vključuje tudi izbolšano grafiko Halo 2.

## Halo: Spartan Strike
Spartan Strike je podobna igra kot Spartan Assault. Ta igra bi morala biti že izdana v začetku marca, a so izdajo premaknili zardi težav v Master Chief Kolekciji.

## Halo 5: Guardians
Halo 5: Guardians naj bi bila izdana 27. 10. 2015. Tam igraš kot ONI Špartan Jameson Locke in kot Master Chief tudi. 343i pravijo, da bo to najbolj temačna Halo igra kar jih obstaja, kar nakzujejo tudi trailerji, ki namigujejo smrt Master Chiefa zaradi Jamesona Locka.

## Zgodba

### Ozadje
Predzgodbo glavne trilogije iger podajata predvsem romana Halo: The Fall of Reach, Halo: Contact Harvest in igra Halo: Reach.
Zgodba serije je postavljena nekaj stoletij v prihodnost. Po razvoju potovalnega sistema slipstream Vesoljsko poveljstvo Združenih narodov (UNSC - United Nations Space Command) začne projekt raziskovanja in koloniziranja odmaknjenih predelov vesolja. V 200 letih uspe kolonizirati preko 800 planetov. Kolonije so kategorizirane kot Notranje in Zunanje. Notranje Kolonije, ki so bližje Zemlji, so bolj razvite in politično stabilnejše, vendar zaradi starosti ne nudijo več surovin, zato mora UNSC le-te uvažati iz Zunanjih Kolonij. Zunanje kolonije ostanejo nepreskrbljene, zato se uprejo. UNSC se odziva s projektom SPARTAN-II, v okviru katerega sposobne mladostnike kibernetsko izpopolnijo v elitne vojščake. 
27 let pred dogodki iz prve trilogije iger UNSC izgubi stik s kolonijo Harvest. UNSC v Harvest odpošlje ladjo, ki pride v stik z doslej neznanim zavezništvom izvenzemeljskih ras, Zavezo, in je uničena. Hierarhi, ki Zavezo vodijo, obtožijo človeštvo bogokletja in pozivajo k njegovemu popolnemu uničenju. Do leta 2535 Covenant uniči skoraj vse Zunanje Kolonije, saj ima na razpolago veliko naprednejšo tehnologijo kot UNSC.

### Halo: First Strike
Master Chief z drugimi špartanci in človeškimi vojaki napade vesoljsko postajo Zaveze v sistemu Epsilon Eridani, kjer se načrtuje napad na Zemljo. Postaja je uničena in Zemlja pridobi še nekaj časa za pripravo na invazijo.

## Rase in frakcije
V seriji Halo je nenehno prisotno bojevanje med več frakcijami - med Poplavo in Zavezo ter človeštvom, med človeštvom in Zavezo ter v Halo 2 med Elitneži in Lovci ter Zavezo.

### Predniki (Precursors)
Predniki so bili mitološka rasa. O njih ni znano skoraj nič, razen njihove visoke tehnološke naprednosti: lahko so potovali med galaksijami in pospeševali razvoj inteligentnih bitij. Njihovi nasledniki so bili Predhodniki.

### Predhodniki (Forerunners)
Predhodniki so izvenzemeljska razsvetljenska rasa, ki je ustvarila mnogo različnih artefaktov v galaksiji. O njihovem izgledu je znano le, da imajo pet prstov in humanoidno telo. Imeli so napredno tehnologijo, oblast pa so pridobili po izginotju druge razsvetljenske rase, Prednikov.
Ko je v galaksijo prispela Poplava, so jo Predhodniki zaman poskušali uničiti. Njihovo zadnje upanje je bilo njeno izstradanje, saj se hrani le z inteligentnimi živimi bitji. Zgradili so zaporedje Halo obročev z dovolj udarne moči za uničenje vsega zavednega življenja v polmeru tri tisoč svetlobnih let in živa bitja pred uničenjem rešili v nekaj zaščitenih svetovih izven dometa obročev. Ko je zavedno življenje izginilo in se je Flood izstradal, so Predhodniki zgradili nekaj inštalacij, v katerih je bila Poplava raziskovana, vedoč, da bi le-ta slej ko prej spet prispel v galaksijo in bi ga bilo bolje imeti raziskanega. Ko so vrnili zavedna živa bitja nazaj na svoje domače planete, so iz neznanih razlogov izginili iz galaksije.

### VPZN (UNSC)
VPZN je militanta organizacija Združenih narodov, zadolžena za vesoljsko kolonizacijo in varovanje Zemljinih kolonij.

### Zaveza (Covenant)
Zaveza je zveza več izvenzemeljskih ras s teokratično ureditvijo.

### Poplava
Poplava je parazitska rasa neznanega izvora.
UMI (ONI)
Urad za mornariško inteligenco (Office of Naval Intelligence) je skrivnostna vlada, ki je za programom SPARTAN II, III in IV in pravtako tudi drugih tajnih operacij in projektov.

## Osebe serije Halo

### Master Chief (Petty Officer John-117)
Master Chief je protagonist serije Halo. Nosi tehnološko napredni oklep (MJOLNIR), njegovo telo pa je izpopolnjeno z različnimi genetkih spremembam. Govori le med vmesnimi sekvencami. Spremlja ga ženska UI, Cortana.
John je bil rojen 7. 3. 2511 na koloniji Eridanus II, kjer je živel s svojimi starši. Ko je bil star šest let, je bil identificiran kot eden od 150 kandidatov za projekt SPARTAN-II. 
Njegov sicerjšnji izgled ni znan, ker med igrami njegov obraz ni nikoli prikazan, vendar je kot otrok (pred operacijo) imel rjave oči in lase.

### CORTANA
CORTANA je žensko programirana umetna inteligenca, ki spremlja protagonista skozi serijo. Bila je uničena leta 2557. Obstajajo teorije, da se bo Cortana vrnila v Halo 5. To je potrdil direktor franšize Frank O'Connor.

### Jameson Locke
Jameson Locke je UMI (ONI) špartanec z nalogo, da poišče Master Chiefa v dogodkih Halo 5: Guardians. V Halo 5 bomo igrali kot Locke.

## Machinima
Machinima, izdelava filmov s snemanjem posnetkov v igrah, je v seriji Halo zelo priljubljena. Med bolj priljubljenimi snemalci machinim so John C. J. Graham, Darkspire in drugi.
Ena najbolj gledanih machinim je Arby 'n' the Chief, kanadska satirična serija, ki je deloma odigrana tudi z lutkami. Govori o zavednih akcijskih figurah Arbitra in Master Chiefa, ki večino časa preživita z igranjem videoiger, predvsem Halo. Arbiter je prikazan kot zafrustriran intelektualec, Master Chief pa neinteligenten, napadalen in nemoralen.
Znana pa je tudi amriška komedija Red Vs Blue, ki jo je ustvaril znan YouTube program Rooster Teeth. Komedija govori o sedmih ''vojakih'', ki se borijo drug proti drugemu v skupinah (Modri in Rdeči). Zgodba se razširja po 12 sezonah s 13. , ki bo izšla 1. 4. 2015